# Igelfliege
Die Igelfliege (Tachina fera) gehört zur Familie der Raupenfliegen (Tachinidae).

## Beschreibung
Die Fliege ähnelt wie die meisten Raupenfliegen in der Körpergestalt und den Proportionen einer Stubenfliege. Ihre Körperlänge ist etwa 9 bis 14 Millimeter und damit für eine Raupenfliege groß, wie typisch für Parasitoide ist sie aber sehr variabel, es kommen erheblich kleinere Tiere vor. Der Körper ist überwiegend gelb gefärbt, er trägt lange dornförmige, abstehende Borsten von schwarzer Farbe und zusätzlich kurze schwarze, fast anliegende Behaarung. Der Kopf ist gelblich gefärbt, er trägt lange Fühler, deren stark verlängertes zweites Glied gelb gefärbt ist, das dritte, deutlich kürzere, ist schwarz. Die Fühlerborste (Arista) ist sehr fein behaart. Die großen, rot gefärbten Komplexaugen sind nur sehr fein behaart. Die Größe der Augen im Verhältnis zum Kopf ist geschlechtsabhängig, die Frons zwischen den Augen erreicht bei den Weibchen etwa ein Drittel der Kopfbreite, bei den Männchen ein Viertel. Die Taster (Palpen) der Mundwerkzeuge sind lang, dünn und fadenförmig. Der Hinterkopf ist grau bestäubt und immer deutlich gelblich kurz behaart.
Der Rumpf (Thorax) ist überwiegend gelb, aber auf der Oberseite durch dichte Bestäubung grau wirkend, das Schildchen dagegen abgesetzt gelblichbraun. Die Beine sind überwiegend gelblich getönt, beim Männchen die Schenkel meist dunkel mit gelber Spitze. Die Hinterhüften sind auf der Oberseite hinten deutlich behaart. In den klaren, vor allem an der Basis manchmal wenig ausgedehnt gelblich getönten Flügeln ist die große Zelle in der Flügelspitze (Flügelzelle R5) offen, das bedeutet, sie erreicht den Flügelrand (bei vielen anderen Raupenfliegengattungen berührt sie den Rand nur in einem Punkt oder ist durch eine Ader mit ihm verbunden; „gestielt“). Die Aderung der Flügel ist braungelb. Der Hinterleib (Abdomen) ist leuchtend gelb, auf der Oberseite trägt er einen scharf abgesetzten schwarzen Mittelstreifen, der auf dem fünften Tergit nach hinten stumpf endet.
Von anderen Arten der Gattung Tachina unterscheidet sich Tachina fera durch die überwiegend gelben Beine, die fehlende gelbe Behaarung des Thorax (die anderen Arten ein etwas hummelähnliches Aussehen verleiht), die weißlichgelben Flügelschuppen (Calyptrae) und die Form des schwarzen Rückenstreifens auf dem Abdomen, der bei den meisten anderen Arten rhombisch ist oder hinten spitz endet. Die Arten sind aber untereinander sehr ähnlich und etwas variabel, sie sind allein nach den angegebenen Färbungsmerkmalen nicht sicher bestimmbar. Zudem existiert in der Artengruppe eine weitere, bisher unbeschriebene Art mit Verbreitung in den höheren Gebirgslagen und in Skandinavien. Eine sichere Bestimmung der Männchen ist anhand der männlichen Begattungsorgane möglich (Bestimmungsschlüssel in).
Die starken, schwarzen Borsten am Körperende verleihen der Igelfliege ihren deutschen Namen.

## Ökologie und Lebensweise
Die Imagines sind Blütenbesucher. Die Larven sind, wie typisch für Raupenfliegen, Parasitoide im Inneren von Schmetterlingsraupen. Als Wirt der Art ist eine Vielzahl Arten von Eulenfalter-Raupen (Familie Noctuidae) angegeben, seltener auch Raupen von Trägspinnern (Familie Lymantriidae) die Art ist offensichtlich wenig wirtsspezifisch, Wie alle Arten des Verwandtschaftskreises belegt die weibliche Fliege nicht den Wirt direkt mit Eiern. Diese werden auf einem Blatt auf einer potenziellen Nährpflanze der Raupen abgelegt, wobei offensichtlich optische (Fraßschäden) und chemische Reize als Hinweis dienen. Die Eier sind sehr dünnwandig und enthalten bereits bei der Ablage eine fast fertige Larve des ersten Stadiums. Aus dem Ei schlüpft sehr bald eine robuste, stark sklerotisierte Larve, die reglos auf der Oberfläche verharrt. Nähert sich eine passende Schmetterlingsraupe, bohrt sie sich (mittels des zugespitzten Labrums, unterstützt durch Speichelflüssigkeit) durch die Körperwand in die Leibeshöhle ein. Die Larven leben in der Leibeshöhle, halten aber mit den Stigmen Kontakt nach außen, um Atemluft aufnehmen zu können. Wie bei allen Raupenfliegen gibt es drei Larvenstadien. Die ersten beiden Stadien nehmen vor allem Hämolymphe auf, das dritte frisst dann auch lebenswichtige Organe und tötet so den Wirt ab. Die Verpuppung erfolgt außerhalb des Wirts in der Bodenstreu.
Imagines treten in Mitteleuropa in zwei Generationen auf, die erste von Ende April bis Ende Juni, die zweite, meist zahlreichere, von Mitte Juli bis Mitte Oktober. Die Art tritt sowohl in Wäldern wie in offenen Lebensräumen wie Wiesen auf, sie ist sehr häufig.

## Verbreitung
Die Art besiedelt fast die gesamte Paläarktis. Ihr großes Areal umfasst Europa bis in den Norden, Nordafrika, und Nordasien, östlich bis China, Japan und Korea.

## Besonderheiten
Da sich die Fliege in verschiedenen Schmetterlingsraupen entwickelt, hat sie potenzielle wirtschaftliche Bedeutung in der forstlichen Schädlingsbekämpfung.

## Systematik
Die Igelfliege wurde von Linne als Musca fera erstbeschrieben. Die Gattung Tachina gehört in die Unterfamilie Tachininae, Tribus Tachinini. Innerhalb der Gattung gehört Tachina fera zur Untergattung Eudoromyia. Zusammen mit Tachina casta und Tachina canariensis (und einer noch unbeschriebenen Art) bildet sie die fera-Artengruppe. Die Verwandtschaftsverhältnisse sind auch anhand molekularer Phylogenie (mittels homologen DNA-Sequenzen) überprüft. In älteren Werken ist sie oft unter dem Synonym Echinomyia fera behandelt, es gibt zahlreiche weitere Synonyme.